# كيرت وينتجنز
كورت فينتغنز (25 سبتمبر 1916 1 أغسطس 1894) طيار بطل ألماني في الحرب العالمية. كان أول طيار مقاتل عسكري يسجل انتصارًا على طائرة معارضة، بينما يقود طائرة مسلحة بمدفع رشاش متزامن. تلقى الصليب الحديدي ووسام الاستحقاق (Blue Max).

## خلفية
ولد في عائلة عسكرية في Neustadt في Oberschlesien.  بدأت خدمته العسكرية عندما انضم إلى Telegraphen-Bataillon Nr. 2 في فرانكفورت / أودر كفنن (ضابط طالب) في عام 1913. 